# Ołena Chodyriewa
Ołena Ołeksandriwna Chodyriewa, ukr. Олена Олександрівна Ходирєва (ur. 19 maja 1981 w Krzywym Rogu, Ukraińska SRR) – ukraińska piłkarka, grająca na pozycji obrońcy, reprezentantka Ukrainy.

## Kariera piłkarska

### Kariera klubowa
W 1994 roku rozpoczęła zawodową karierę klubową w seniorskiej drużynie Inhulczanka Krzywy Róg. Potem występowała w klubach Łehenda-SzWSM Czernihów, Gömrükçü Baku, Nadieżda Nogińsk, Zwiezda-2005 Perm, Naftochimik Kałusz i Żytłobud-2 Charków.

### Kariera reprezentacyjna
28 października 2001 roku zadebiutowała w seniorskiej kadrze narodowej w meczu przeciwko Francji. Uczestniczka Mistrzostw Europy w Piłce Nożnej Kobiet 2009.